# 마쓰다이라 나오모토

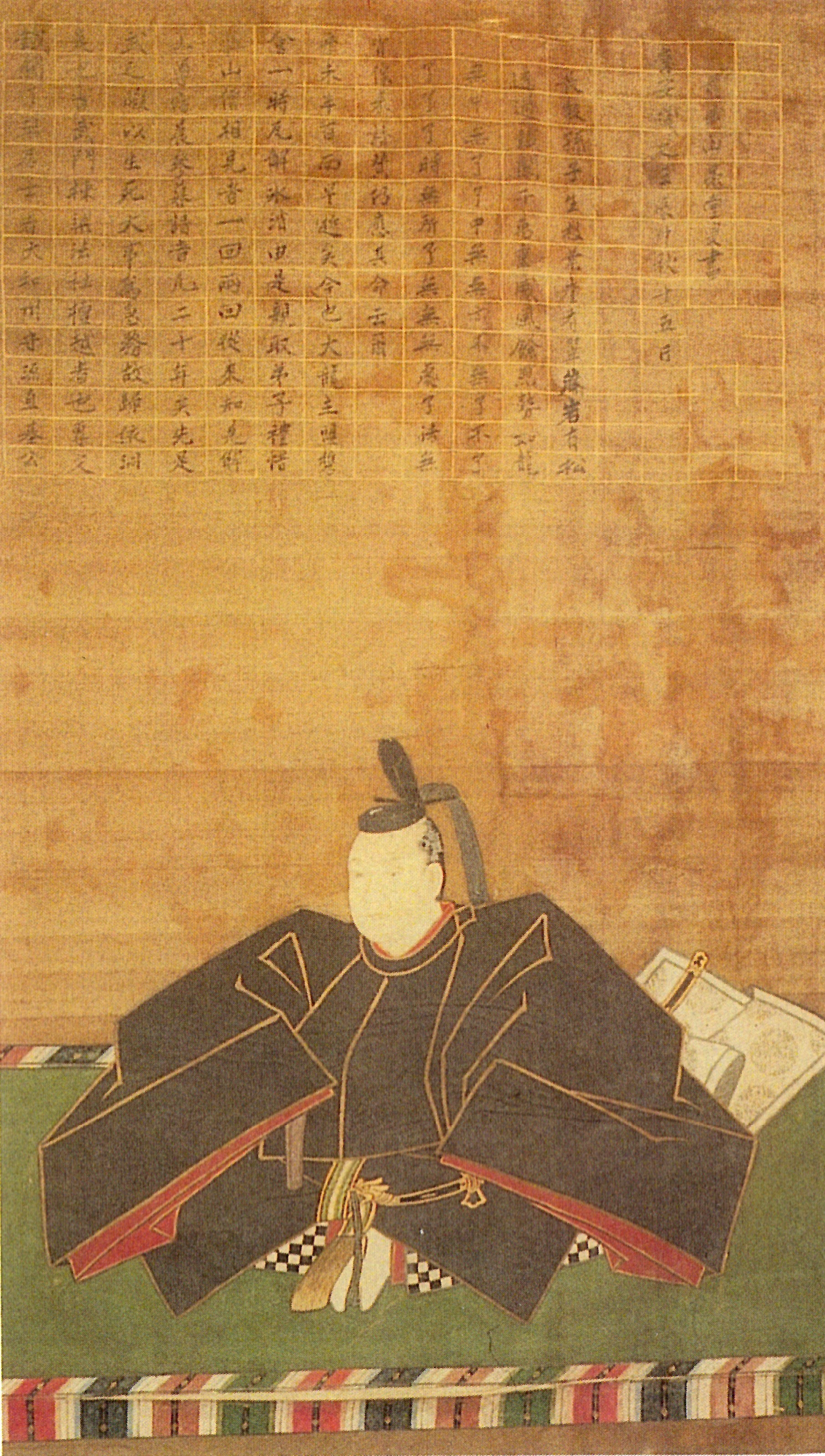
마쓰다이라 나오모토

마쓰다이라 나오모토(일본어: 松平 直基, 1604년 4월 24일 ~ 1648년 10월 1일)는 에도 시대의 다이묘이다. 에치젠 마쓰다이라 가의 일족이며, 나오모토 계 에치젠 마쓰다이라 가의 초대 당주이자 유키 씨 제19대 당주로서 유키 나오모토(結城 直基)로도 불렸다. 어릴적 이름은 고로하치(五郎八)이며, 통칭은 시치로(七郎)이다.
게이초 9년(1604년) 3월 25일, 유키 히데야스의 다섯째 아들로 태어났다. 게이초 12년(1607년), 양자가 되어 유키 가문을 상속하였다. 게이초 19년(1614년), 양조부 유키 하루토모가 사망하자, 하루토모의 은거 자산인 5천 석 영지를 상속받았다. 간에이 원년(1624년) 6월 8일, 에치젠 가쓰야마 번 3만 석 영지로 옮겨갔다. 간에이 3년(1626년)부터는 유키 성 대신 마쓰다이라 성을 칭하였는데, 가몬(家紋)은 여전히 유키 가문의 것을 사용하였다. 간에이 12년(1635년) 8월 1일에는 에치젠 오노 번 5만 석 영지로 추가전봉되었고, 쇼호 원년(1644년)에는 야마가타번 15만 석 영지로 전봉되었다. 게이안 원년(1648년) 6월 14일에는 하리마 히메지번으로 옮겨갔으나, 이봉된 지 2개월 뒤인 8월 15일에 45세의 나이로 사망하였다. 맏아들 나오노리가 그 뒤를 이었다.
| 전임 유키 히데야스 | 제19대 시모사 유키씨 당주 1604년 ~ 1626년 | 후임 마쓰다이라 씨로 개성 |

| 전임 (유키 히데야스) | 제1대 에치젠 마쓰다이라가 나오모토계 당주 1626년 ~ 1648년 | 후임 마쓰다이라 나오노리 |

|  | 에치젠 가쓰야마 번 번주 (에치젠 마쓰다이라가, 나오모토계) 1624년 ~ 1635년 | 후임 마쓰다이라 나오요시 |

| 전임 마쓰다이라 나오마사 | 에치젠 오노 번 번주 (에치젠 마쓰다이라가, 나오모토계) 1635년 ~ 1644년 | 후임 마쓰다이라 나오요시 |

| 전임 호시나 마사유키 | 야마가타번 번주 (에치젠 마쓰다이라가) 1644년 ~ 1648년 | 후임 마쓰다이라 다다히로 |

| 전임 마쓰다이라 다다히로 | 제1대 히메지번 번주 (에치젠 마쓰다이라가) 1648년 | 후임 마쓰다이라 나오노리 |